# 1983 في السعودية
تحتوي هذه المقالة على أهم الأحداث التي شهدتها السعودية في 1983، والذي يوافق 17 ربيع الأول 1403 هـ إلى 27 ربيع الأول 1404 هـ إضافة إلى أهم الشخصيات السعودية التي وُلدت أو تُوفيت في هذه السنة.

## السياسة

### الحكم
الملك: فهد بن عبد العزيز آل سعود

### تعيينات

#### أكتوبر
- 24: بندر بن سلطان بن عبد العزيز آل سعود، سفيراً للمملكة في الولايات المتحدة.

## أحداث
- افتتاح مطار الملك خالد بالرياض.
- بدء العمل في جسر الملك فهد الذي يربط السعودية بالبحرين.[1]
- افتتاح سجن الحائر

### يناير
- 1:
  - بدء إنشاء وتطوير المرحلة الثانية من المدينة الصناعية بالأحساء بتكلفة إجمالية تبلغ 69 مليون و 970 ألف ريال ومدة التنفيذ 24 شهراً على مساحة 750 ألف متر مربع.[2]
  - فريق الهلال لكرة الماء يحقق بطولة أبطال المناطق خلال مباراة ختامية جرت على مسابح الرئاسة العامة لرعاية الشباب بطريق الدرعية وانتهت بنتيجة 13/7 لصالح الهلال.[3]
- 5:
  - إنشاء المجمع الهاتفي لإدارات وأقسام الهاتف السعودي بالطائف وتم افتتاحه بعد ثلاثة أشهر من قبل وزير البرق والهاتف الدكتور علي درويش كيال.[4]
  - شركة النظافة بالرياض تساهم بإرسال مساعدات لمنكوبي الزلازل في اليمن بقيادة منسق المشروع عبد الله أبو ردون حيث تم تسليم 131 خيمة و1500 سرير للجنة المسئولة عن جمع التبرعات لليمن.[5]
- 25: توقيع عقد تنفيذ المباني العامة المكملة للمرحلة الأولى من مشروع إسكان العسكريين بالحرس الوطني في مدينة جدة، تم توقيع العقد مع شركة "اس ايه أي" الفرنسية بقيمة 352 مليون ريال كما يتألف مشروع الإسكان من جامع يتسع لـ 4500 مصل وثلاثة مساجد فرعية ومدرستين ثانويتين أحدهما للبنين والأخرى للبنات ومدرستين متوسطتين للبنين والبنات وأربع مدارس ابتدائية وثلاث روضات للأطفال ومستوصف ومحطة إطفاء ومحطة خدمة للسيارات وملاعب وحدائق عامة وخدمات هاتف وماء وكهرباء وإنارة وصرف صحي وتصريف لمياه الأمطار والسيول.[6]

### فبراير
- 8:
  - وصول سفينتي جلالة الملك عبد العزيز والفاروق إلى قاعدة الملك عبد العزيز البحرية بالجبيل من أمريكا وانضمامهما إلى أسطول القوات الملكية السعودية.[7]
  - الشركة السعودية الموحدة للكهرباء بالمنطقة الجنوبية تنشر اعتذار لانقطاع الكهرباء عن بعض الأحياء بمدينة أبها بحدود الساعه 3 بعد الظهر يوم الجمعة والناتج عن حادث سيارة صدمت إحدى أبراج المغذي الرئيسي الموصل فيما بين المحطة الرئيسية بلعصان ومدينة أبها.[8]
  - إنشاء خط نقل هوائي كهربائي 380 كيلو فولت لربط مدينة الرياض بمدينة الخرج بتكاليف 140 مليون ريال على إحدى الشركات العالمية واستغرق تنفيذ الخط حوالي 22 شهر بطول 90 كيلو متر.[9]

### أبريل
- 16: افتتاح المجمع البريدي بالرياض من قبل المديرية العامة للبريد حيث تم تجهيز المجمع الذي يتكون من خمسة مبان بارتفاع يتراوح ما بين خمسة إلى عشرة أدوار بأحدث المعدات والتجهيزات البريدية.[10]
- 22: تدشين مشروع دواجن الوطنية بالقصيم شرق بلدة أوثال وتعود ملكيته لشركة الراجحي والسديس حيث يقدر الانتاج السنوي حوالي 360 مليون بيضة و70 مليون دجاجة.[11]
- 27: افتتاح مشروع منجم مهد الذهب الذي يحوي ما يقارب مليون طن من الذهب وجعله من ضمن الخطة الاقتصادية لتنويع مصادر الدخل إلى جانب البترول على أن تفتتح مناجم أخرى مثل النحاس والزنك والفضة.[12]
- 27: الترخيص بإصدار 46 كتابًا جديدًا خلال شهر جمادى الثاني الماضي منها 9 كتب دينية و 10 كتب في مجال الأدب و 6 كتب تاريخية و 12 كتابًا للأطفال و 9 كتب متنوعة في المجالات اللغوية والتربوية والسياسية، ليصبح عدد الكتب التي تم ترخصيها خلال النصف الأول من العام 204 كتاب منوع.[13]

### يونيو
- 7:
  - عبدالله بن عبدالعزيز ولي العهد يزور بغداد عاصمة العراق قادمًا من دمشق في جولة زار فيها ليبيا وسوريا وكان في استقباله لدى وصوله إلى المطار عزة ابراهيم نائب رئيس مجلس قيادة الثورة العراقي، وطارق عزيز نائب رئيس الوزراء ووزير الخارجية. [14]
  - إقامة الجلسة الأولى لمؤتمر الفقه الإسلامي بقاعة الحفلات الرسمية للتضامن الإسلامي بمكة المكرمة وبحضور الملك فهد بن عبدالعزيز آل سعود.[15]
- 26: إنشاء أحدث مبنى لصيانة الطائرات التابعة للخطوط الجوية العربية السعودية بالظهران بتكاليف تبلغ 11 مليون ريال، حيث يوفر المبنى مرافق متكاملة لمعدات وخدمات صيانة الخطة الأرضية بما يشمله من مستودعات وأقسام إدارية. كما يضم صيانة المنشآت وصيانة المعدات الأرضية وصيانة الطائرات إضافة إلى المركز الإداري وإدارة المواد.[16]

### ديسمبر
- 13: البدء في إنشاء أول مصنع للإسمنت بمنطقة تبوك بتكلفة إجمالية تبلغ 450 مليون ريال.[17]
- 31: صرف 10 آلاف ريال لكل لاعب من فريق الاتفاق السعودي لكرة القدم مكافأة على فوزه أمام النادي العربي الكويتي في بطولة كأس مجلس التعاون المقام في الدوحة.[18]
- 31:
  - إنشاء شركة خليجية للتسويق الزراعي.
  - إقامة حد القصاص بشخص يدعى محسن إبراهيم لقتله زميل له داخل إحدى الإدارات الحكومية، حيث كان المجني عليه منكبًا على عمله في مكتبه بالأحوال المدنية في صبيا إذ أقدم المدعو محسن ابراهيم الذي يعمل بنفس الإدارة بالدخول عليه وأطلق عليه سبع طلقات من مسدس لحقد دفين في نفسه ولاذ بالفرار حيث قبض عليه لاحقًا.[19]

## مواليد
- نايف الشيباني، لاعب كرة قدم.

### فبراير
- 17: محمد مسعد، لاعب كرة قدم.[20]

### أبريل
- 13: أحمد عطيف، لاعب كرة قدم.[21]

### مايو
- 5: خالد الرجيب، لاعب كرة قدم.
- 22: عبد الرحمن القحطاني، لاعب كرة قدم.[22][23]

### نوفمبر
- 2: محمد نامي، لاعب كرة قدم.
- 4: عبد العزيز بن سعود بن نايف بن عبد العزيز آل سعود، وزير الداخلية السعودي.
- 6: أميرة الطويل، سيدة أعمال.
- 23: ناصر الشمراني، لاعب كرة قدم.[24]

## وفيات

### فبراير
- 20: عيسى الأحسائي، مغني وملحن.
- مقرن بن سعود بن عبد العزيز آل سعود، أحد أبناء الملك سعود.